# Okres Krujë
Okres Krujë (albánsky Rrethi i Krujës) je okres v Albánii. Má 64 000 obyvatel (2004 odhad) a rozlohu 372 km². Nachází se ve středozápadní části země a jeho hlavním městem je Krujë. Dalšími městy v okrese jsou Fushë-Krujë, Mamurras a Milot.